# Суха Каталена
45°56′ пн. ш. 17°05′ сх. д. / 45.94° пн. ш. 17.08° сх. д.
Суха Каталена (хорв. Suha Katalena) — населений пункт у Хорватії, в Копривницько-Крижевецькій жупанії у складі міста Джурджеваць.

## Населення
Населення за даними перепису 2011 року становило 337 осіб.
Динаміка чисельності населення поселення: